# Frederik Karel van Württemberg-Winnental
Frederik Karel van Württemberg-Winnental (Stuttgart, 12 september 1652 - aldaar, 20 december 1698) was van 1674 tot aan zijn dood hertog van Württemberg-Winnental en van 1677 tot 1693 regent van het hertogdom Württemberg. Hij behoorde tot het huis Württemberg.

## Levensloop
Frederik Karel was de jongst overlevende zoon van hertog Everhard III van Württemberg uit diens eerste huwelijk met Anna Catharina, dochter van graaf Johan Casimir van Salm-Kyrburg. Na de dood van zijn vader in 1674 kreeg Frederik Karel als apanage het Slot van Winnental toegewezen.
In 1677 overleed zijn oudere broer Willem Lodewijk, die als hertog van Württemberg werd opgevolgd door zijn minderjarige zoon Everhard Lodewijk. Keizer Leopold I benoemde Frederik Karel op 20 augustus 1677 tot regent voor zijn neef, een mandaat dat op 20 januari 1693 ten einde kwam. Op binnenlands vlak hield hij zich bezig met de consolidering van de staat, met bijzondere nadruk op het kerk- en schoolwezen. Tijdens zijn ambtsperiode werd in 1686 het eerste gymnasium in Stuttgart opgericht.
Na het uitbreken van de Negenjarige Oorlog moesten Frederik Karel en de twaalfjarige Everhard Lodewijk Württemberg ontvluchten. In september 1692 werd Frederik Karel, die met een leger van 4.000 man bij Ötisheim gestationeerd was, bij een verrassingsaanval door het Franse leger gevangengenomen en naar het Slot van Versailles gebracht. Hij weigerde echter te onderhandelen, omdat hij niet de rugdekking van de keizer had. Toen hij in januari 1693 werd vrijgelaten, hadden Everhard Lodewijks moeder Magdalena Sybilla van Hessen-Darmstadt en de Württembergse Geheimraad bij keizer Leopold I de voortijdige volwassenverklaring van Everhard Lodewijk geregeld. Als schadevergoeding voor de ontbinding van zijn administratie kreeg Frederik Karel van de Staten een enorme geldsom toegewezen. Bovendien benoemde de keizer hem tot generaal-veldmaarschalk.
Vanaf 1694 vocht hij aan de Opper-Rijn onder het bevel van markgraaf Lodewijk Willem van Baden-Baden. Tijdens de winterkwartieren had hij eveneens het opperbevel over het Keizerlijk Leger.
In 1696 vertoonde Frederik Karel de eerste symptomen van syfilis, een ziekte die hem in december 1698 fataal werd. Hij was 46 jaar oud.

## Huwelijk en nakomelingen
Op 31 oktober 1682 huwde hij met Eleonora Juliana (1663-1724), dochter van markgraaf Albrecht van Brandenburg-Ansbach. Ze kregen zeven kinderen:
- Karel Alexander (1684-1737), hertog van Württemberg
- Dorothea Charlotte (1685-1687)
- Frederik Karel (1686-1693)
- Hendrik Frederik (1687-1734), keizerlijk generaal
- Maximiliaan Emanuel (1689-1709), persoonlijke vriend van koning Karel XII van Zweden
- Frederik Lodewijk (1690-1734), keizerlijk generaal
- Christiane Charlotte (1694-1729), huwde in 1709 met markgraaf Willem Frederik van Brandenburg-Ansbach